# 桑德湖
53°30′39″N 8°00′23″E / 53.510893°N 8.006252°E

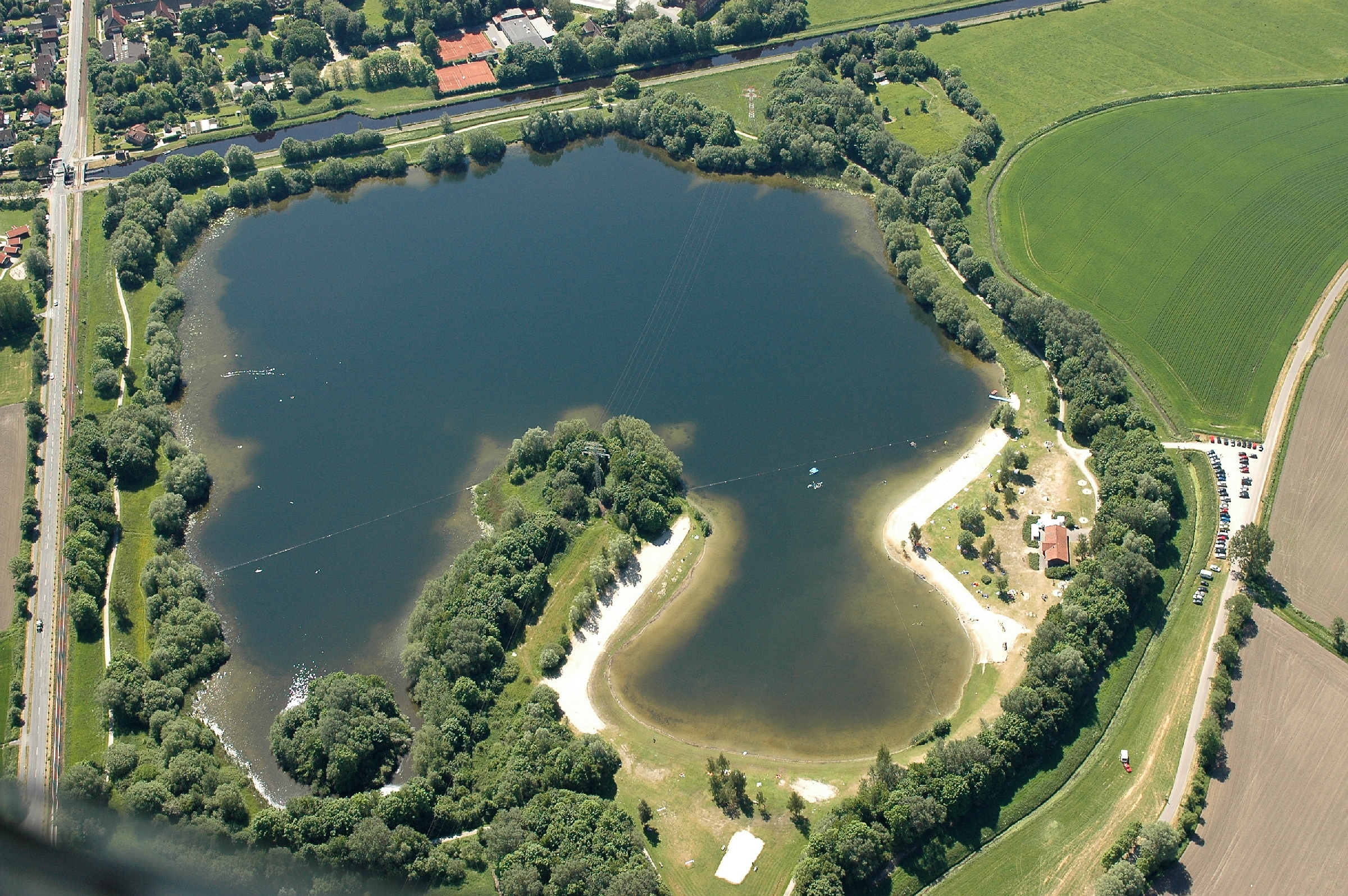

桑德湖（德語：Sander See），是德國的湖泊，位於該國西北部，由下薩克森州負責管轄，處於弗里斯蘭縣，面積0.34平方公里，海拔高度1米，該湖泊最大水深14米。